# Stephen McKinley Henderson
Stephen McKinley Henderson (Kansas City, 31 de agosto de 1949) é um ator norte-americano. Henderson recebeu indicações para dois prêmios Tony, um Drama Desk Award e dois Screen Actors Guild Awards. Em 2021, a Vulture o nominou como um dos "32 maiores atores de personagens trabalhando hoje".
Henderson fez sua estreia na Broadway em King Hedley II, de Wilson, em 2001. Mais tarde, ele recebeu indicações ao Tony Award por suas atuações em Fences, de Wilson, em 2010, e Between Riverside and Crazy, de Stephen Adly Guirgis, em 2023. Ele também atuou na remontagem da Broadway de A Raisin in the Sun em 2014. Sua estreia no cinema foi em uma participação no filme Pleasure Doing Business (1979) e desde então apareceu em Extremely Loud and Incredibly Close (2011), Lincoln (2012), Fencers (2016), Manchester by the Sea (2016), Lady Bird (2017), Duna (2021), Causeway (2022), Beau Is Afraid (2023) e Civil War (2024).
Sua estreia na televisão aconteceu em 1984, em um filme chamado The Killing Floor, da PBS. Desde então, ele apareceu em Law & Order (1995–2010), Law & Order: Special Victims Unit (2005–2006), The Newsroom (2013), The Blacklist (2018), Wu-Tang: An American Saga (2019–2020) e Devs (2020).

## Biografia
Henderson nasceu em Kansas City, Missouri, filho de Ruby Naomi e Elihue Henderson. Ele passou um ano na Universidade Lincoln, em Missouri, e originalmente fazia parte do Grupo 1 na Divisão de Teatro da Juilliard School antes de sair. Mais tarde, ele estudou na Universidade Purdue, onde obteve seu mestrado em Teatro (1977). Ele também passou sessões de verão no Rose Bruford College em Londres e no William Esper Studio em Nova Iorque.

## Carreira
Henderson é conhecido principalmente por seu trabalho no palco. Ele ganhou o prêmio Obie de 2015 de Melhor Ator por seu papel principal de Walter "Pops" Washington na Atlantic Theatre Company e nas produções do Second Stage da peça vencedora do Prêmio Pulitzer Between Riverside and Crazy. Ele interpretou Jim Bono na remontagem da Broadway de Fences, de August Wilson, estrelado por Denzel Washington, pelo qual recebeu uma indicação ao Tony Award de melhor ator coadjuvante.[carece de fontes?] Ele reprisou o papel na adaptação cinematográfica de Washington em 2016.
Henderson é reconhecido como um veterano intérprete da obra de August Wilson.
Na peça Jitney, o ator ganhou um Drama Desk Award como parte do elenco. Ele representou o papel de Turnbo na estreia de 1996 e depois o aperfeiçoou em outros teatros regionais antes de sua chegada à Off-Broadway em 2000. Além disso, ele apareceu em A Raisin in the Sun e dirigiu Zooman and the Sign.[carece de fontes?]
Em 2005, Henderson apareceu como Pôncio Pilatos na produção de The Last Days of Judas Iscariot, dirigida por Philip Seymour Hoffman. Ele apareceu como Van Helsing na produção da Broadway de Drácula, the Musical .[carece de fontes?]
Em 2023, ele recebeu o prêmio pelo conjunto da obra na cerimônia de premiação Lucille Lortel.
Os filmes de Henderson incluem papéis principais nos filmes Marie (1985), A Raisin in the Sun (1989),[carece de fontes?]Everyday People (2004), Tower Heist (2011) e o servo da Casa Branca William Slade no filme Lincoln (2012) de Steven Spielberg, junto com papéis nos filmes Keane (2004) e If You Could Say It in Words (2008).[carece de fontes?]
Em 2016, Henderson apareceu no filme Manchester by the Sea, de Kenneth Lonergan, estrelado por Casey Affleck e Michelle Williams. No ano seguinte, ele interpretou Padre Leviatch no filme Lady Bird, de Greta Gerwig, de 2017, e em 2021 apareceu em Dune.
Além de seus filmes, Henderson teve um papel recorrente na série New Amsterdam da FOX, que estreou no início de 2008. Seus outros trabalhos na televisão incluem Law & Order, Law & Order: Special Victims Unit, The Newsroom, Law & Order: Criminal Intent, Third Watch, Blue Bloods e Devs.

## Vida pessoal
Henderson é casado com Pamela Reed. Eles têm um filho juntos.

## Filmografia

### Filme
| † | Indica obras que ainda não foram lançadas |

| Ano  | Título                              | Papel              |
| ---- | ----------------------------------- | ------------------ |
| 1979 | A Pleasure Doing Business           | Bank teller        |
| 1985 | Marie                               | Cooper's husband   |
| 2004 | Everyday People                     | Arthur             |
| 2004 | Keane                               | Garage employee    |
| 2006 | Waltzing Anna                       | Pete               |
| 2008 | If You Could Say It in Words        | Baseball fan       |
| 2009 | The Good Heart                      | Psychiatrist       |
| 2011 | Tower Heist                         | Lester             |
| 2011 | Extremely Loud and Incredibly Close | Walt the locksmith |
| 2012 | Red Hook Summer                     | Deacon Yancy       |
| 2012 | Lincoln                             | William Slade      |
| 2014 | Da Sweet Blood of Jesus             | Deacon Yancy       |
| 2014 | The Romans                          | Birdman            |
| 2016 | Manchester by the Sea               | Mr. Emery          |
| 2016 | The American Side                   | Stickney           |
| 2016 | All at Once                         | Robert             |
| 2016 | Fences                              | Jim Bono           |
| 2017 | Lady Bird                           | Father Leviatch    |
| 2019 | Native Son                          | Mr. Green          |
| 2019 | The True Adventures of Wolfboy      | Nicholas           |
| 2020 | Bruised                             | Pops               |
| 2021 | Dune                                | Thufir Hawat       |
| 2022 | Causeway                            | Dr. Lucas          |
| 2023 | Beau Is Afraid                      | Therapist          |
| 2024 | Dune: Part Two                      | Thufir Hawat       |
| 2024 | Civil War                           | Sammy              |
| 2025 | The Dutchman                        | Dr. Amiri          |
| 2025 | Good Fortune †                      | TBA                |
| TBA  | A King's Curtain                    | Mell               |

### Televisão
| Ano       | Título                            | Papel                  | Notas                                   |
| --------- | --------------------------------- | ---------------------- | --------------------------------------- |
| 1984      | The Killing Floor                 | James Cheeks           | Telefilme                               |
| 1989      | A Raisin in the Sun               | Bobo                   | Telefilme                               |
| 1995–2010 | Law & Order                       | Judge Marc Kramer      | 7 episódios                             |
| 1995      | New York News                     | Sherman Wakes          | Episódio: "Fun City"                    |
| 2000      | Third Watch                       | Boudreaux              | Episódio: "Know Thyself"                |
| 2001      | Law & Order: Criminal Intent      | Abernathy              | Episódio: "The Faithful"                |
| 2005–2006 | Law & Order: Special Victims Unit | Judge Bernard          | 2 episódios                             |
| 2006      | Conviction                        | Judge                  | 2 episódios                             |
| 2008      | New Amsterdam                     | Omar York              | 8 episódios                             |
| 2008      | Brotherhood                       |                        | 2 episódios                             |
| 2008      | Tyler Perry's House of Payne      | Fred Jones             | Episódio: Father's Day                  |
| 2012      | Blue Bloods                       | Judge Harlan Haywood   | Episódio: "Reagan V. Reagan"            |
| 2012      | The Newsroom                      | Solomon Hancock        | 3 episódios                             |
| 2012      | Elementary                        | Groundskeeper Edison   | Episódio: "One Way to Get Off"          |
| 2017      | Survivor's Remorse                | Solomon                | Episódio: "Future Plans"                |
| 2018      | The Resident                      | Darryl Phillips        | Episódio: "The Elopement"               |
| 2018      | The Blacklist                     | Dr. Francis Woerner    | Episódio: "Nicholas T. Moore (No. 110)" |
| 2018      | Strangers                         | Billy Caldwell         | 2 episódios                             |
| 2018      | Fear the Walking Dead             | Clayton                | Episódio: "Blackjack"                   |
| 2019      | Proven Innocent                   | Judge Fry              | Episódio: "Acceptable Losses"           |
| 2019–2021 | Wu-Tang: An American Saga         | Uncle Hollis           | 3 episódios                             |
| 2020      | Devs                              | Stewart                | 8 episódios                             |
| 2020      | Run                               | John                   | Episode: "Run"                          |
| 2024      | Extended Family                   | Dr. Eldridge Davenport | Episódio: "The Consequences of Gaming"  |
| 2024      | A Man on the Inside               | Calbert Graham         | 5 episódios                             |
| 2024      | The Madness                       | Isiah                  | Minissérie                              |

### Teatro
| Ano       | Título                          | Papel                    |
| --------- | ------------------------------- | ------------------------ |
| 1986      | A Raisin in the Sun             | Bobo                     |
| 1994      | Zooman and the Sign             | Emmett Tate              |
| 2000      | Jitney                          | Turnbo                   |
| 2001      | King Hedley II                  | Stool Pigeon             |
| 2003      | Ma Rainey's Black Bottom        | Slow Drag                |
| 2004      | Drowning Crow                   | Sammy Bow                |
| 2004–2005 | Dracula, the Musical            | Abraham Van Helsing      |
| 2005      | The Last Days of Judas Iscariot | Pôncios Pilatos/Tio Pino |
| 2006      | Seven Guitars                   | Red Carter               |
| 2007      | King Hedley II                  | Elmore                   |
| 2010      | Fences                          | Jim Bono                 |
| 2014      | A Raisin in the Sun             | Bobo                     |
| 2014      | Between Riverside and Crazy     | Walter "Pops" Washington |
| 2015      | Between Riverside and Crazy     | Walter "Pops" Washington |
| 2017      | A Doll's House, Part 2          | Torvald Helmer           |
| 2022–2023 | Between Riverside and Crazy     | Walter "Pops" Washington |

## Prêmios e indicações
| Ano  | Prêmio                     | Categoria                                | Trabalho                                 | Resultado |
| ---- | -------------------------- | ---------------------------------------- | ---------------------------------------- | --------- |
| 2000 | Drama Desk Award           | Excelente Performance em Conjunto        | Jitney                                   | Venceu    |
| 2010 | Tony Awards                | Melhor Ator Coadjuvante                  | Fences                                   | Indicado  |
| 2015 | Drama Desk Award           | Melhor Ator em Peça Teatral              | Between Riverside and Crazy              | Indicado  |
| 2015 | Drama League Award         | Desempenho notável                       | Between Riverside and Crazy              | Indicado  |
| 2015 | Outer Critics Circle Award | Melhor Ator em Peça Teatral              | Between Riverside and Crazy              | Indicado  |
| 2015 | Lucille Lortel Award       | Melhor Ator Principal em Peça Teatral    | Between Riverside and Crazy              | Venceu    |
| 2016 | Screen Actors Guild Award  | Melhor elenco em cinema                  | Fences                                   | Indicado  |
| 2017 | Screen Actors Guild Award  | Melhor elenco em cinema                  | Lady Bird                                | Indicado  |
| 2023 | Tony Awards                | Melhor Ator em Musical                   | Between Riverside and Crazy              | Venceu    |
| 2023 | Lucille Lortel Award       | Lifetime Achievement Award               | Lifetime Achievement Award               | Venceu    |
| 2023 | Drama Desk Award           | Harold Prince Lifetime Achievement Award | Harold Prince Lifetime Achievement Award | Venceu    |